# Christelle Daunay
Christelle Daunay (* 5. Dezember 1974 in Le Mans) ist eine französische Langstreckenläuferin.

## Werdegang
Obwohl sie schon seit ihrem elften Lebensjahr Laufsport betrieb, begann sie mit ihrer leistungssportlichen Karriere erst 2001. Bereits zwei Jahre später hatte sie ihre Halbmarathonzeit auf 1:12:37 h verbessert und belegte bei den Halbmarathon-Weltmeisterschaften in Vilamoura den 33. Rang. 
Bei weiteren Teilnahmen an der Halbmarathon- bzw. Straßenlauf-Weltmeisterschaften kam sie 2004 in Neu-Delhi auf Platz 26, 2005 in Edmonton auf Platz 35 und 2007 in Udine auf Platz 22.
2006 entschied sie sich im Hinblick auf die Olympischen Spiele in Peking, professionelle Sportlerin zu werden. Bei den Leichtathletik-Europameisterschaften in Göteborg erreichte sie über 10.000 Meter den 16. Platz.
Bei ihrem Debüt über die 42,195-km-Distanz wurde sie 2007 in 2:28:54 h Dritte des Paris-Marathons. 

### Olympische Sommerspiele 2008
2008 brach sie als Zehnte beim Osaka Women’s Marathon mit 2:28:24 h den Landesrekord von Chantal Dällenbach und qualifizierte sich für den Marathon der Olympischen Spiele in Peking, bei dem sie auf dem 20. Platz in 2:31:48 h einlief.
Ein weiterer Leistungssprung gelang ihr 2009, als sie beim Paris-Marathon als Dritte ihren nationalen Rekord auf 2:25:43 h verbesserte und Dritte beim New-York-City-Marathon wurde.
2010 wurde sie, wiederum in Landesrekordzeit, Zweite beim Paris-Marathon in 2:24:22 h. Beim Halbmarathon von Reims à toutes jambes siegte sie mit dem Landes- und Streckenrekord von 1:08:34 h.
Bei den Leichtathletikeuropameisterschaften 2014 in Zürich gewann sie die Goldmedaille im Marathon in 2:25:14 h.
Nationale Meisterin wurde sie bislang zweimal über 5000 Meter (2003, 2004), dreimal über 10.000 Meter (2006, 2008, 2009), einmal im Halbmarathon (2004) und viermal im Crosslauf (2007, 2009, 2011, 2017).

### Olympische Sommerspiele 2016
Im August 2016 startete sie in Rio de Janeiro ein zweites Mal im Marathon bei den Olympischen Sommerspielen, konnte den Lauf aber nicht beenden.
Christelle Daunay ist 1,63 m groß und wiegt 43 kg. Sie ist diplomierte Physiotherapeutin und lebt seit Anfang 2006 in Paris. Seit 2005 startet sie für den Verein SCO Marseille Athlétisme, wo sie von Cédric Thomas trainiert wird.

## Persönliche Bestzeiten
- 3000 m: 9:02,93 min, 9. Juni 2004, Saint-Maur-des-Fossés
- 5000 m: 15:25,87 min, 29. Mai 2009, Belgrad
- 10.000 m: 31:47,19 min, 27. Juni 2009, Villefranche-sur-Saône
- 10-km-Straßenlauf: 32:34 min, 1. Mai 2008, Marseille
- Halbmarathon: 1:08:34 h, 3. Oktober 2009, Reims
- Marathon: 2:24:22 h, 11. April 2010, Paris